# مجلس الأبنية الخضراء في المملكة المتحدة
مجلس المباني الخضراء في المملكة المتحدة (بالإنجليزية: UK Green Building Council) يُرمز له اختصارا (UKGBC) هي منظمة ذات عضوية في المملكة المتحدة، تأسست في عام 2007، تهدف إلى القيام بتحويل جذري في الطريقة التي تم فيها تخطيط وتصميم وإنشاء وصيانة وتشغيل البيئة المبنية في المملكة المتحدة.
يهتم المجلس بالأثر البيئي للمباني والبنية التحتية على البيئة في المملكة المتحدة، ولا سيما استخدام المياه، والمواد، والطاقة، وتأثير انبعاثات الغازات الدفيئة، وصحة شاغلي المبنى.

## وصلات خارجية
- الموقع الرسمي لمجلس الأبنية الخضراء في المملكة المتحدة.